# Veronica Giuliani
Veronica Giuliani, al secolo Orsola (Mercatello sul Metauro, 27 dicembre 1660 – Città di Castello, 9 luglio 1727), fu badessa del monastero delle clarisse cappuccine di Città di Castello. Beatificata nel 1804, è stata proclamata santa da papa Gregorio XVI nel 1839.

## Biografia
Nacque a Mercatello, nel Ducato di Urbino, ultima figlia di Francesco Giuliani e Benedetta Mancini. La coppia aveva avuto sette figlie, tra le quali Orsola e due sue sorelle intrapresero la vita monastica. La madre morì quando lei aveva solo sette anni. 
Entrò nell'ordine delle Clarisse cappuccine nel 1677 a 17 anni nel monastero di Città di Castello dove vivrà per tutto il resto della sua vita e alla quale poi rimase per sempre legata. Il Vescovo del luogo le cambiò il nome da Orsola a Veronica per ricordare la Passione di Gesù. 
Nel 1694 divenne maestra delle novizie e ricevette nel capo l'impressione delle spine. Dopo tre anni di digiuno a pane e acqua, il venerdì santo del 1697 le apparvero le stimmate e nel cuore ebbe impressi gli strumenti della Passione. "In un istante, scrisse la santa, vidi uscire dalle sue santissime piaghe cinque raggi splendenti; tutti vennero alla mia volta; e io vedevo i detti raggi divenire come piccole fiamme. In quattro vi erano i chiodi e in uno la lancia d'oro, ma tutta infuocata, e mi passò il cuore da banda a banda, e i chiodi passarono le mani e i piedi". Per questo soffriva talmente, anche in modo visibile agli altri, che veniva chiamata la "sposa del crocifisso". 
Il vescovo di Città di Castello, si recò nel monastero e si convinse della realtà delle stimmate. Alcuni medici ne curarono le ferite per sei mesi. Dopo ogni medicazione le mettevano guanti alle mani muniti di sigilli. Ma le ferite, invece di guarire, s'ingrandivano di più. La badessa ricevette dal vescovo ordini destinati a provare la pazienza, l'umiltà e l'obbedienza della santa nella maniera più sensibile. Le fu tolto l'ufficio di maestra delle novizie; fu dichiarata scaduta dal diritto di voto attivo e passivo; le fu proibita ogni relazione con le altre suore; colpita da interdetto non fu più ammessa all'ufficio in coro né alla santa Messa; fu privata persino della Comunione e per cinquanta giorni fu chiusa in una cella simile ad una prigione. Solo nel 1716 diventò badessa nel monastero di Città di Castello.
Insomma, di proposito, fu trattata come una folle, una simulatrice e una bugiarda. Il Vescovo al S. Ufficio non poté fare altro che scrivere: "Veronica obbedisce ai miei ordini nella maniera più esatta e non mostra, riguardo a questi duri trattamenti, il più leggero segno di tristezza, ma al contrario, una tranquillità indescrivibile e un umore gioioso". Morì il 9 luglio 1727, dopo 33 giorni di malattia. Il suo corpo è venerato sotto l'altare maggiore della chiesa delle Cappuccine in Città di Castello. Pio VII la beatificò nel 1804 e Gregorio XVI la canonizzò nel 1839.
Scrisse un diario, Il tesoro nascosto, pubblicato postumo (l'edizione più nota è quella a cura di Pietro Pizzicaria del 1895), nel quale racconta la propria esperienza mistica. 

È un'opera di 22 libri in cui racconta la sua partecipazione alla duplice natura umana e divina di Gesù, ai Suoi doni dello Spirito Santo e della
Passione terrena: ricezione delle cinque stigmate da Gesù, le sue esperienze con Satana e altri demoni, il dialogo quotidiano con due angeli custodi e (invisibile) con la Vergine Maria, le visioni delle anime e dei demoni, dei loro dolori nell'Inferno diviso in sette livelli.
È considerata fra le più importanti contemplative-penitenti che il mondo occidentale abbia avuto. Il suo modello fu la spiritualità francescana (rappresentata, oltre che da san Francesco d'Assisi, anche da clarisse come Camilla da Varano), intesa come meditazione della passione di Cristo e offerta riparatoria per i peccati degli uomini.

## Spiritualità
Fu subito coinvolta e devota nella preghiera al Cuore addolorato di Maria. Donna gracile, dalla vita ascetica e austera, con una rigidissima morale, dal punto di vista teologico e della fede fu vittima mediatrice e riparatrice, che scelse di offrire la propria vita in dono per l'espiazione e riparazione dei peccati altrui, e per chiedere a Maria e a Dio la grazia della conversione dei peccatori, mediante la sua preghiera e mortificazione. 
Veronica vede nell'effusione di sangue nella Passione e Croce il fine iniziale e il compimento della Incarnazione, e in Maria colei che sola comprese e partecipò più volte agli atroci dolori del Figlio. Deriva così il ruolo di mediatrice e corredentrice di Maria dalla sua sofferenza, e il proprio ruolo di mediazione per le anime come partecipazione in anima e carne al dolore terreno e ultraterreno di Maria.

## Culto
La Chiesa cattolica la riconosce come portatrice delle stigmate dal 5 aprile 1697 sino alla morte. In un suo disegno rappresentò alcuni oggetti - simboli della passione di Cristo - che, secondo lei, avrebbe avuto all'interno del corpo, indicando con precisione dove fossero.
Alla sua morte il vescovo di Città di Castello, Alessandro Codebò, chiese ai medici Giovanni Francesco Bordiga e Giovanni Francesco Gentili di controllare il cadavere: durante l'autopsia si osservò il cuore «trafitto da parte a parte» e sulle pareti dei ventricoli sarebbero stati rinvenuti i segni da lei tratteggiati nel disegno.
Veronica lasciò un'opera unica, il suo diario, scritto in 22000 pagine manoscritte rilegate in oltre 40 volumi, nelle quali manca qualsiasi cancellatura o correzione e la normale punteggiatura. Nell'aprile del 1796 con Pio VI, dopo il lungo esame degli scritti fu avviata la causa di beatificazione e nel giugno 1804 fu beatificata in San Pietro da Pio VII. Il 26 maggio 1839 fu canonizzata da papa Gregorio XVI.
Il cardinale Pietro Palazzini, convinto sostenitore della tesi del dottorato alla santa, scrisse in proposito: «…il suo diario sgrammaticato è una catechesi, un dottorato, una missione permanente che anche la Chiesa del Vaticano II non può, non deve ignorare, se si vuole dare fondo a tutte le energie di ripresa. E tra queste energie di ripresa c'è sempre la penitenza, la riparazione, la croce. Questo ci insegna Veronica; questo è il suo incancellabile messaggio, che si unisce a quello di Paolo e di tutti i grandi banditori del Vangelo…».
Nel 1978 il vescovo di Città di Castello, Cesare Pagani, fondò il Centro studi Veronica Giuliani. Nel 1980 i vescovi dell'Umbria e delle Marche inoltrarono alla Congregazione per la dottrina della fede la richiesta del riconoscimento a santa Veronica Giuliani del titolo di dottore della Chiesa.
Nel 2010, in occasione dei 350 anni dalla nascita, la diocesi di Città di Castello ha indetto un giubileo diocesano denominato "Anno veronichiano". In questa circostanza è stata concessa l'indulgenza plenaria quotidiana da lucrare presso la basilica cattedrale, la chiesa del monastero delle Cappuccine e la chiesa parrocchiale di Santa Veronica nel quartiere La Tina. Dal 27 dicembre 2010 al 2 gennaio 2011 il corpo della santa è stato traslato nella basilica cattedrale.
Dall'11 luglio 2017 è Santa protettrice degli atleti di scherma.

## Filmografia
- Valeria Baldan e Giovanni Ziberna, Il risveglio di un gigante Vita di Santa Veronica Giuliani, 2016.